# 750 7th Avenue
750 7th Avenue este o clădire ce se află în New York City. Are 36 de etaje. Este deținută de Hines.